# Autogrill

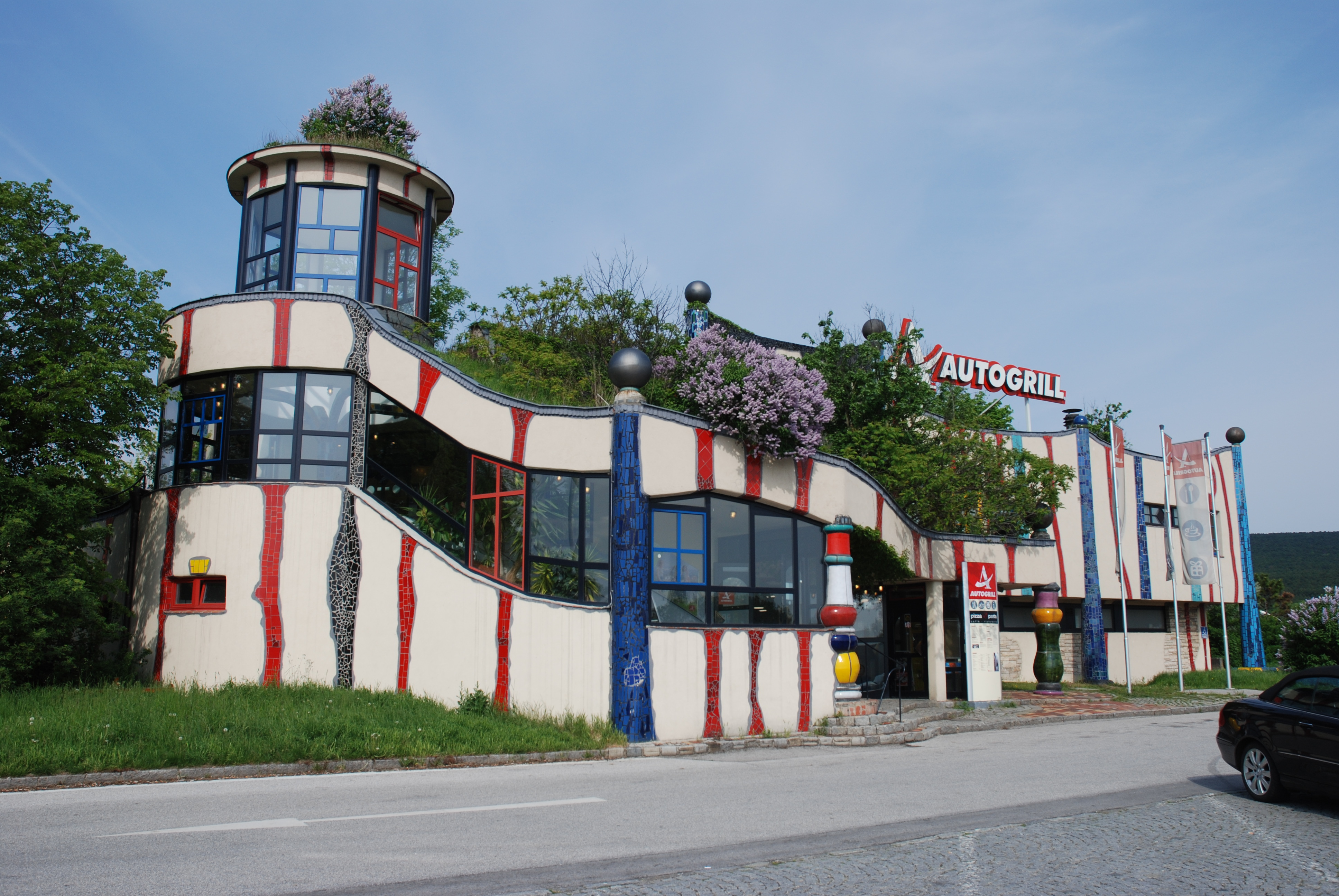
Autogrills motorvägsrestaurant i Bad Fischau-Brunn vid A2 i Österrike, formgiven av Friedensreich Hundertwasser.

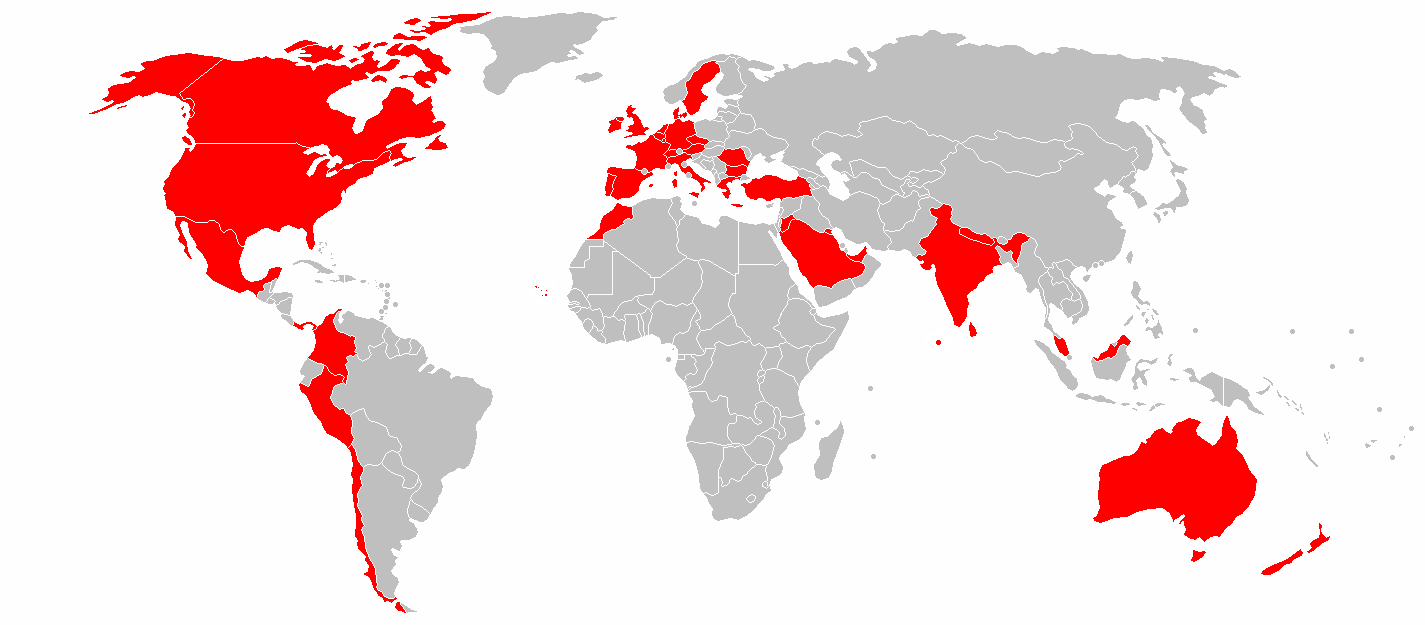
Länder i vilka Autogrill är etablerat.

Autogrill S.p.a är ett Italienbaserat multinationellt restaurang- och detalhandelsföretag. 
Autogrill är majoritetsägt av familjen Benettons investmentföretag Edizione S.r.l. Autogrill har verksamhet i 40 länder, framför allt i Europa och Nordamerika, under mer än 250 varumärken. Den övervägande delen av företagets intäkter kommer från matställen och butiker på flygplatsterminaler och motorvägsserviceområden.
Autogrill grundades 1977 genom att SME, en del av det statsägda italienska konglomeratet Istituto per la Ricostruzione Industriale (IRI), köpte och sedan slog samman de italienska restaurangkoncerna Motta, Pavesi och Alemagna. Pavesi hade redan 1947 påbörjat en motorvägsrestaurantrörelse vid autostradan Efter att ha växt organiskt i Italien och genom uppköp utomlands, privatiserades Autogrill 1995 i samband med att IRI avvecklade sina intressen i livsmedelsindustrin. Edizione Holding skaffade sig då en kontrollpost i företaget.
Företaget börsnoterades på Milanobörsen 1997, varefter företaget under de närmast kommande åren övertog bland annat franska Sogerba, AC Restaurants and Hotels i Belgien/Nederländerna och ett antal restauranger av österrikiska Wienerwald i Österrike och Tyskland. År 1999 etablerade sig Autogrill i USA samt på flygplatser genom övertagande av amerikanska Host Marriott Services och 2001 köptes schweiziska Passaggio och Autogrill har fortsatt expandera under 2000-talet genom ytterligare uppköp.